# NGC 4944
NGC 4944 este o galaxie lenticulară situată în constelația Părul Berenicei. A fost descoperită în 11 aprilie 1785 de către William Herschel. Se află la o distanță de 103,97 megaparseci de Pământ.